# NGC 6851B
NGC 6851B (другие обозначения — PGC 64082, ESO 233-23, FGCE 1429) — галактика в созвездии Телескоп.
Этот объект не входит в число перечисленных в оригинальной редакции «Нового общего каталога» и был добавлен позднее.